# Deuxième guerre de la mafia
 (mai 2012).
Si vous disposez d'ouvrages ou d'articles de référence ou si vous connaissez des sites web de qualité traitant du thème abordé ici, merci de compléter l'article en donnant les références utiles à sa vérifiabilité et en les liant à la section « Notes et références ».
La deuxième guerre de la mafia est un conflit interne à Cosa nostra qui se déroula en Sicile au début des années 1980 et se traduisit par environ mille assassinats et disparitions.
Elle oppose le clan mafieux des Corléonais (issu du village sicilien de Corleone) aux familles mafieuses de Palerme.

## Origine du conflit
En 1958, la famille Corleone, petit clan mafieux de la ville de Corleone et affiliée à la Cosa nostra, perd son chef Michele Navarra, tué par l'un de ses hommes de main, Luciano Leggio, qui développe en secret son propre trafic de bétail volé. Leggio fait ensuite assassiner tous les partisans de son ancien chef, avant de prendre lui-même la tête du clan. C'est durant ce massacre que Toto Riina commence à s'illustrer en assassinant pas moins de quarante personnes. Leggio amplifie l'influence de son clan, jusqu'à ce qu'il soit invité à rejoindre les instances dirigeantes de la Mafia sicilienne, aux côtés de Stefano Bontate, de Gaetano Badalamenti et de Salvatore Inzerillo, les trois principaux parrains de Cosa nostra en Sicile.
Mais en 1974, Luciano Leggio est arrêté et condamné à la prison à vie, où il mourra en 1993. Toto Riina en profite pour lui prendre sa place à la tête de la famille, et convoite la part du trafic de drogue que possède Cosa nostra, et en particulier d’héroïne. Depuis le démantèlement de la French Connection en 1974, la Sicile est devenue l'un des centres occidentaux de production et de diffusion de l'héroïne dont Riina souhaite avoir le monopole en éliminant les clans adverses.

## Les faits
Les principaux rivaux des Corléonais étaient Stefano Bontate, Salvatore Inzerillo et Gaetano Badalamenti, patrons de familles puissantes de la mafia de Palerme.
Le 23 avril 1981, Bontate est sauvagement abattu par 208 balles de AK-47. Quelques semaines plus tard, le 11 mai, Inzerillo est également abattu par le même AK-47. Plusieurs parents et associés des deux hommes furent ensuite tués ou disparurent mystérieusement, y compris le fils de 15 ans d'Inzerillo, à qui Toto Riina fit couper le bras avant de le faire abattre. Badalamenti ne parvint à survivre qu'en s'enfuyant de la Sicile.
De plus en plus de massacres eurent lieu au cours des deux années suivantes, illustrées par un énorme carnage : en un seul jour, le 30 novembre 1982, douze mafiosi furent assassinés à Palerme, tous appartenant au clan Partanna Mondello, le clan du boss Saro Riccobono. Les meurtres se transportèrent même au-delà de l'océan Atlantique au détriment du frère d'Inzerillo, retrouvé mort dans le New Jersey après qu'il se fût enfui aux États-Unis. L'objectif des Corléonais était le contrôle du pouvoir au sein de Cosa Nostra.
Toto Riina, chef des Corléonais, élargit progressivement le cercle de ses cibles, afin de bloquer toute réaction des autorités officielles à la vague de violence qui déferlait sur la Sicile. Pour ce faire, il commandita les meurtres de juges, de policiers et de procureurs afin de terrifier les autorités.

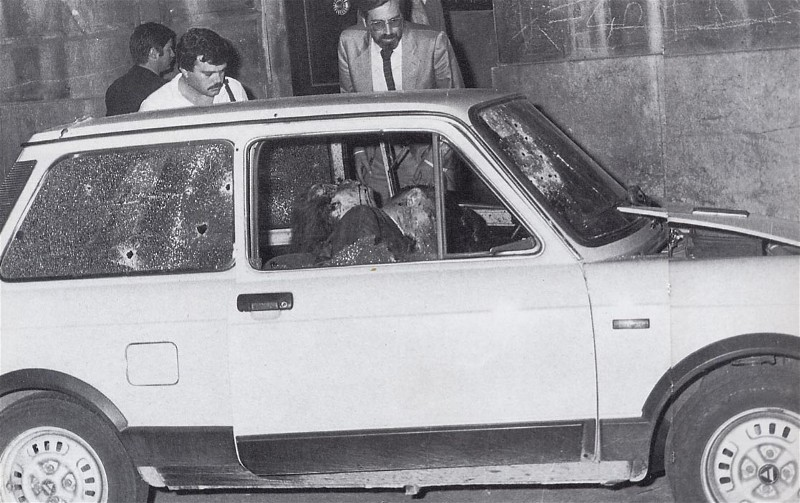
Meurtre du préfet Dalla Chiesa, de sa femme et de l'agent de sécurité, le 3 septembre 1982.

Un des magistrats les plus haut placés de Sicile, spécialement nommé le 1er mai 1982 pour combattre la mafia, était le général Carlo Alberto Dalla Chiesa. Le 3 septembre 1982, Dalla Chiesa, son épouse et un de ses gardes du corps furent assassinés dans un guet-apens. On pense que le tueur était Pino Greco, l'un des tueurs favoris de Riina. Toujours muni d'un AK-47, et portant le surnom de « Petite chaussure » (scarpuzeda en sicilien car il avait les pieds fins comme les danseurs), Pino Greco est suspecté d'avoir tué environ quatre-vingts personnes au nom de Riina, y compris Bontate et Inzerillo. Ce meurtre s'inscrit dans une stratégie de la terreur connue sous le nom de « cadavres exquis » qui a coûté la vie à des membres des forces de l’ordre (le colonel Giuseppe Russo, en 1977 ; le commissaire Boris Giuliano et le juge Cesare Terranova en 1979 ; le capitaine Emanuele Basile et le procureur Gaetano Costa en 1980, le procureur en chef Rocco Chinnici et le juge Gian Giacomo Ciaccio Montaltoen 1983, le commissaire Giuseppe Montana et le commissaire Nini Cassarà en 1985) et des personnalités publiques (le secrétaire provincial Démocratie chrétienne Michele Reina et l'avocat Giorgio Ambrosoli en 1979; le président régional Piersanti Mattarella en 1980 ; le secrétaire régional communiste Pio La Torre et le préfet Carlo Alberto dalla Chiesa en 1982). La violence culmina en 1982 avec 215 victimes, sans compter les disparitions. En 1983, on dénombra 113 morts. Les mafieux tentèrent de battre en retraite : au moins deux cents d'entre eux disparurent sans laisser de traces.
La mise en scène et les méthodes violentes des exécutions répondaient à une volonté de faire parler de soi et d'impressionner les adversaires. Une des histoires les plus terrifiantes de cette période était la prétendue « salle de la mort », un appartement squatté à Palerme tenu par un des hommes de Riina, Filippo Marchese. Des hommes étaient amenés là pour être torturés afin de leur soutirer des informations, puis tués et dissous dans de l'acide, ou démembrés et jetés à la mer. Un informateur ayant travaillé aux côtés de Marchese raconta que ce dernier insistait pour étrangler les victimes lui-même, bien que ses hommes de main pussent s'en charger. Vito Riccobono, frère de Rosario Riccobono est quant à lui décapité. 
Riina recourait souvent à la trahison durant sa guerre, se liant avec des rivaux, puis les tuant lorsqu'ils ne lui étaient plus d'aucune utilité. Il élimina même ses deux tueurs les plus impitoyables et les plus fidèles, Pino Greco et Filippo Marchese. En 1982, après avoir décidé que Marchese n'était plus utile, Riina le fit assassiner par Pino Greco, puis trois ans plus tard, il fit éliminer ce dernier à son tour, le jugeant un peu trop ambitieux.
En deux ans, les familles Bontate, Inzerillo et Badalamenti sont anéanties. 
Tandis que les Corléonais devenaient le clan le plus puissant de Sicile, leur tactique d'opposition à l'État se modifia quand, en 1983, un chef mafieux condamné, Tommaso Buscetta, devint un informateur de justice (repenti) majeur en coopérant avec les autorités. Buscetta faisait partie également d'une famille perdante dans la guerre des mafias, et avait perdu plusieurs parents et beaucoup d'amis, éliminés par les tueurs de Riina. Devenir un repenti était, pour lui, la seule façon de sauver sa vie et de prendre sa revanche sur Riina. Buscetta fournit beaucoup d'informations au juge Giovanni Falcone, et témoigna au « Maxi-Procès de Palerme » (Maxiprocesso di Palermo) au 1986-87 à l'issue duquel des centaines de mafiosi furent emprisonnés. Riina fut une nouvelle fois condamné à vie pour meurtre, mais par contumace : il était encore en fuite.

## Sources
- Cet article est partiellement ou en totalité issu de l'article intitulé « Toto Riina » (voir la liste des auteurs).